# Płock
Płock (výslovnost  [pwɔt͡sk]IPA) je historicky významné polské město v Mazovském vojvodství ve středním Polsku, ležící na řece Visle. V roce 2023 zde žilo 112 483 obyvatel.

## Historie

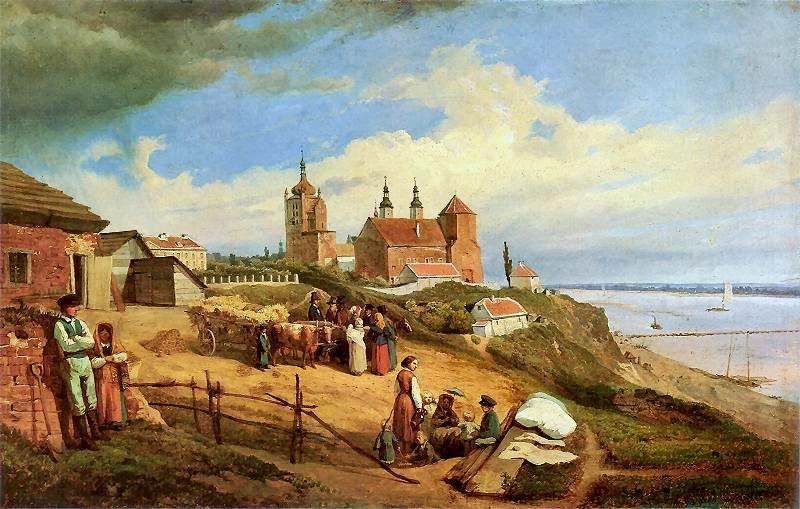
Panorama Płocku z roku 1852, namaloval Wojciech Gerson

První písemné zprávy o Płocku pocházejí z 9. století. Kaple zde byla postavena v polovině 11. století. V roce 1075 byl Płock povýšen na sídlo biskupství. V letech 1079-1138 Płocku vládla knížata Vladislav I. Herman a Boleslav III. Křivoústý z dynastie Piastovců. V roce 1144, za biskupa Alexandra z Płocku, byla dokončena stavba katedrály a v roce 1180 zde byla otevřena první škola v Polsku, která existuje dosud jako Lyceum Małachowianka. Kolem roku 1226 získal Płock městská práva. V roce 1237 byla vydána listina potvrzující magdeburské městské právo. Staré město bylo rozšířeno o novou část mezi hradem a městem, která byla do té doby v majetku církve. V roce 1351 se Płock s celým Mazovskem stal lénem polského státu a městská práva mu potvrdil král Kazimír Veliký. O dva roky později začala stavba městských hradeb. Roku 1405 byl vystavěn městský špitál s kostelem, které darovala kněžna Alexandra, sestra Vladislava Jagiella a manželka knížete Zimowita IV. z Płocku. Roku 1435  městu potvrdil městská práva kníže Vladislav , ale v kulmerském právu. V roce 1495 se stalo sídlem plockého vojvodství, jímž zůstalo až do roku 1793. V roce 1526 propukl ve městě mor a zabil kolem 30 procent obyvatel, tedy asi 1100 lidí. V roce 1545 zachvátil město požár. Během druhé severní války zničili Švédové v roce 1657 Płock včetně hradu a nemocnice. V roce 1731 došlo na řece Visle k sesuvu půdy a část města řeka smetla do vody.
Po druhém dělení Polska v roce 1793 připadl Płock Prusku. V letech 1802-1804 zde pobýval německý romantický básník E.T.A. Hoffmann. V roce 1807 bylo město začleněno do Varšavského vévodství. V roce 1811 byl kostel Nejsvětější Trojice přeměněn na divadlo. Od roku 1815 bylo město součástí Polského království.
23. září 1831 se na radnici konalo poslední zasedání Sejmu povstalců Polského království. 15. května 1863 byl Zygmunt Padlewski jako jeden z vůdců lednového povstání popraven na náměstí před kasárnami.
Klášter byl postaven v letech 1911-1913. Během polsko-sovětské války bylo město 18. a 19. srpna 1920 napadeno Rudou armádou a Poláci je úspěšně ubránili. 10. dubna 1921 byl maršál Józef Pilsudski vyznamenán medailí za statečnost.
V roce 1938 byla dokončena stavba železničního mostu na železnici Kutno–Brodnica přes Vislu. Stanice Płock Radziwie na trase do Kutna existovala od roku 1922 a stanice Płock na trase do Sierpců od roku 1934. V říjnu roku 1939 se po útoku nacistů na Polsko stalo město v rozporu s mezinárodním právem součástí Německé říše a v roce 1941 bylo přejmenováno na Schröttersburg po bývalém pruském prezidentovi Friedrichu Leopoldovi von Schrötterovi. Bylo sídlem okresu Schröttersburg. V březnu 1941 nacisté zapálili zdejší Velkou synagogu a Židé byli deportováni do koncentračních táborů. Do té doby tvořili asi čtvrtinu obyvatel. Od konce druhé světové války Płock opět patří Polsku.
V roce 1975 se po územní reformě město opět stalo sídlem vojvodství, ale v roce 1998 tento status zase ztratilo. 7. a 8. června 1991 pobýval v Płocku papež Jan Pavel II. 

## Památky

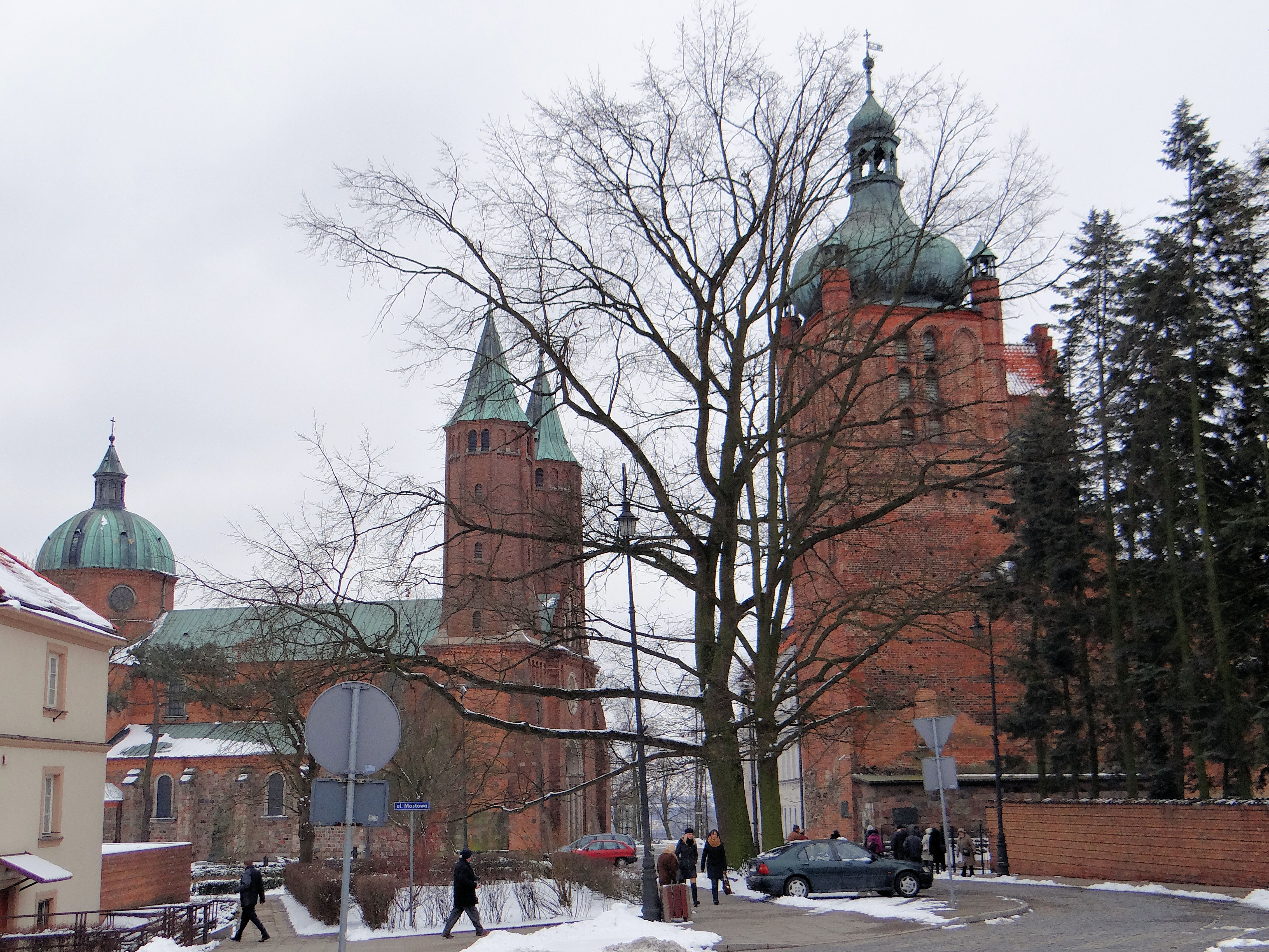
Katedrála a hrad

- Katedrála Nanebevzetí Panny Marie, byla podle písemných pramenů založena ve 12. století, stavba byla mnohokrát přestavovována, vnitřní zařízení je z 19. století

Královská kaple: náhrobek knížete Vladislava Hermana († 1102), náhrobek knížete Boleslava III. Křivoústého († 1138); náhrobek Stanislava Krasiňského; v katedrálním pokladu je uložena relikviářová busta sv. Zikmunda s korunou, dar císaře Karla IV.
- Biskupský palác
- Hrad knížat mazovských a plockých - gotická cihlová stavba, přestavěna v 17. a v 19. století
- Kostel sv. Bartoloměje v Płocku, barokní stavba s věží v průčelí
- Bazilika Nanebevzetí Panny Marie a klášter dominikánů
- kostel Panny Marie s klášterem mariavitů z let 1911-1913
- Diecézní muzeum (v bývalém klášteře benediktinů při hradu) – sbírka chrámového nádobí a náčiní, obrazů a soch od gotiky po 19. století
- Muzeum Mazovska – historické regionální sbírky v secesním domě z let 1915-1918

## Průmysl
V Płocku se nachází největší polská rafinerie, do roku 1999  "Petrochemia Płock SA.", která se spojila s "CPN" a vytvořily polskou ropnou společnost PKN Orlen. Ta v roce 2007 pro svoji produkci spotřebovala 13,6 milionu tun ropy a vyrobila 8,6 milionu tun paliv. Rafinerie náleží petrochemickému koncernu ORLEN S.A., který má ve městě sídlo.

## Partnerská města
- Auxerre (2000)
- Bălți (2000)
- Darmstadt (1988)
- Forli (1998)
- Fort Wayne (1990)
- Chuaj-an (2010)
- Loznica (1972)
- Mažeikiai (1994)
- Mytišči (2006)
- Navapolack[2] (1996)
- Thurrock (2004)

## Galerie

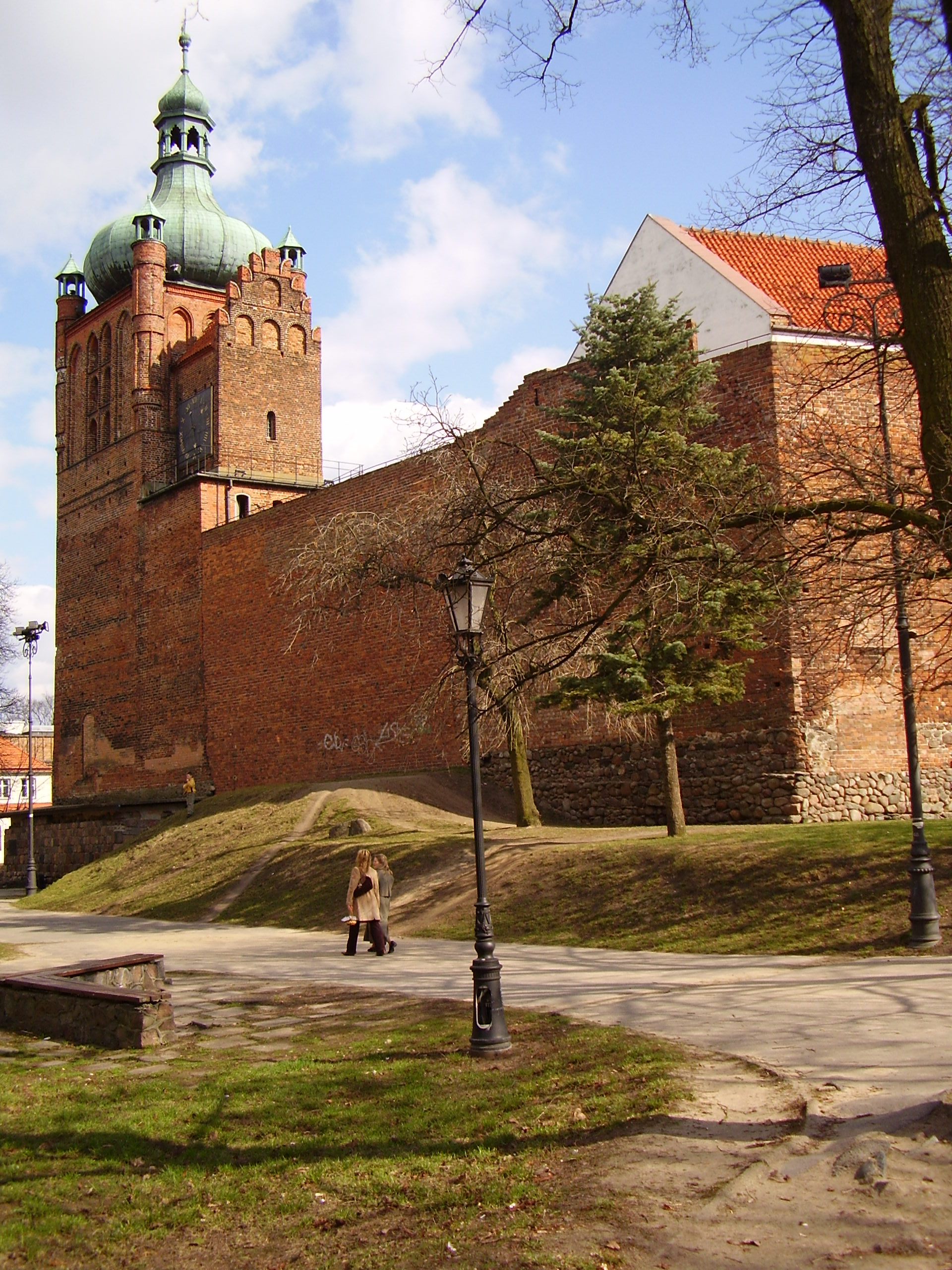
Hrad
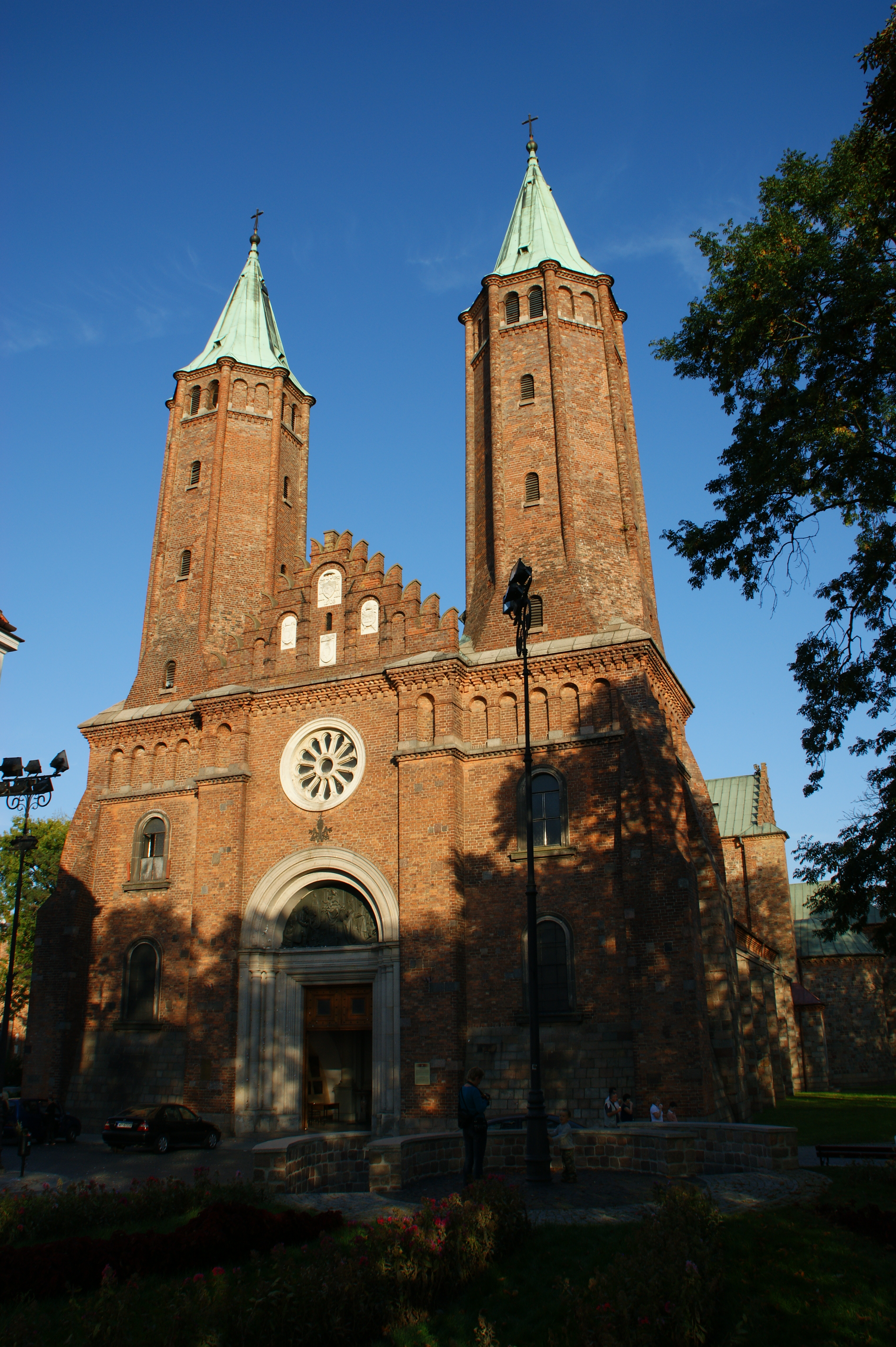
Katedrála
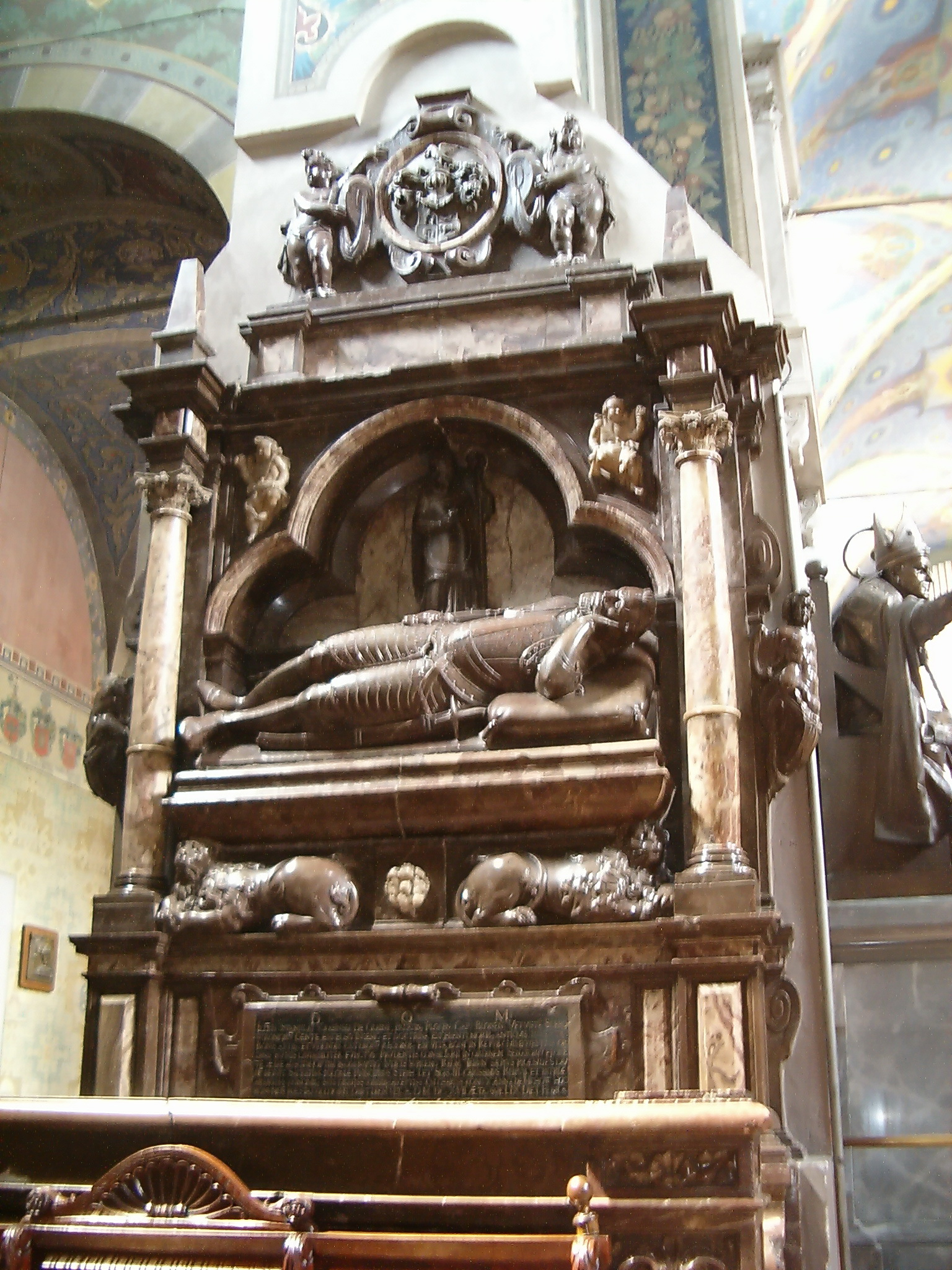
Náhrobek Stanisława Krasińského
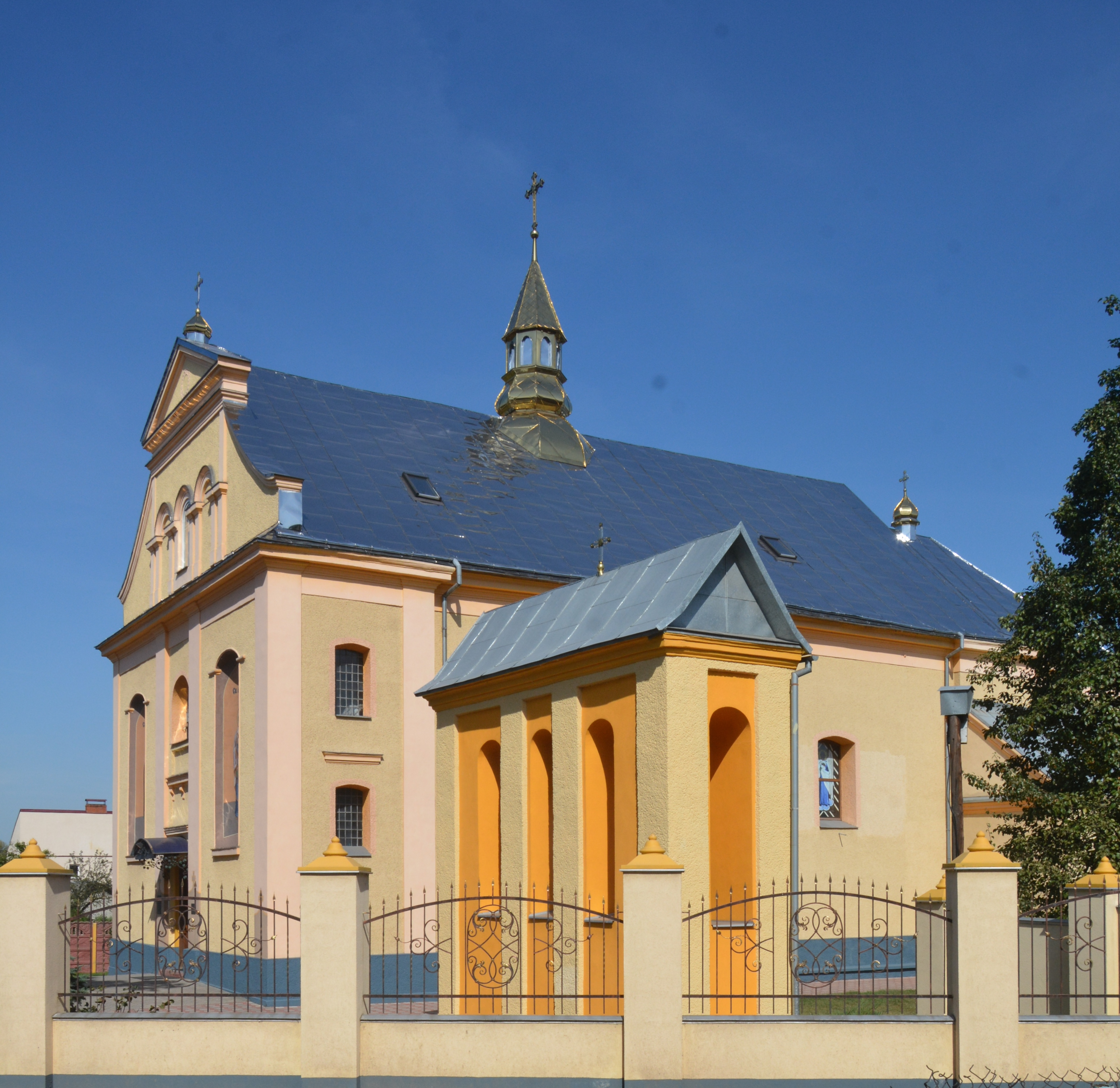
Kostel sv. Jiří
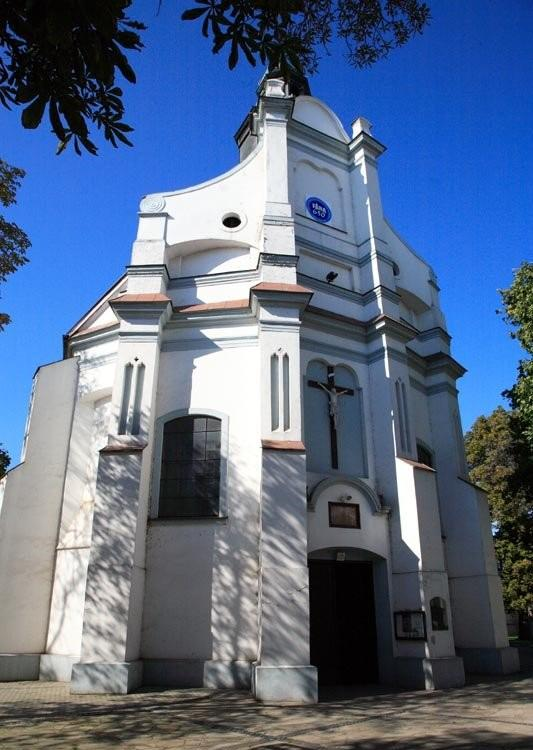
Kostel sv. Bartoloměje
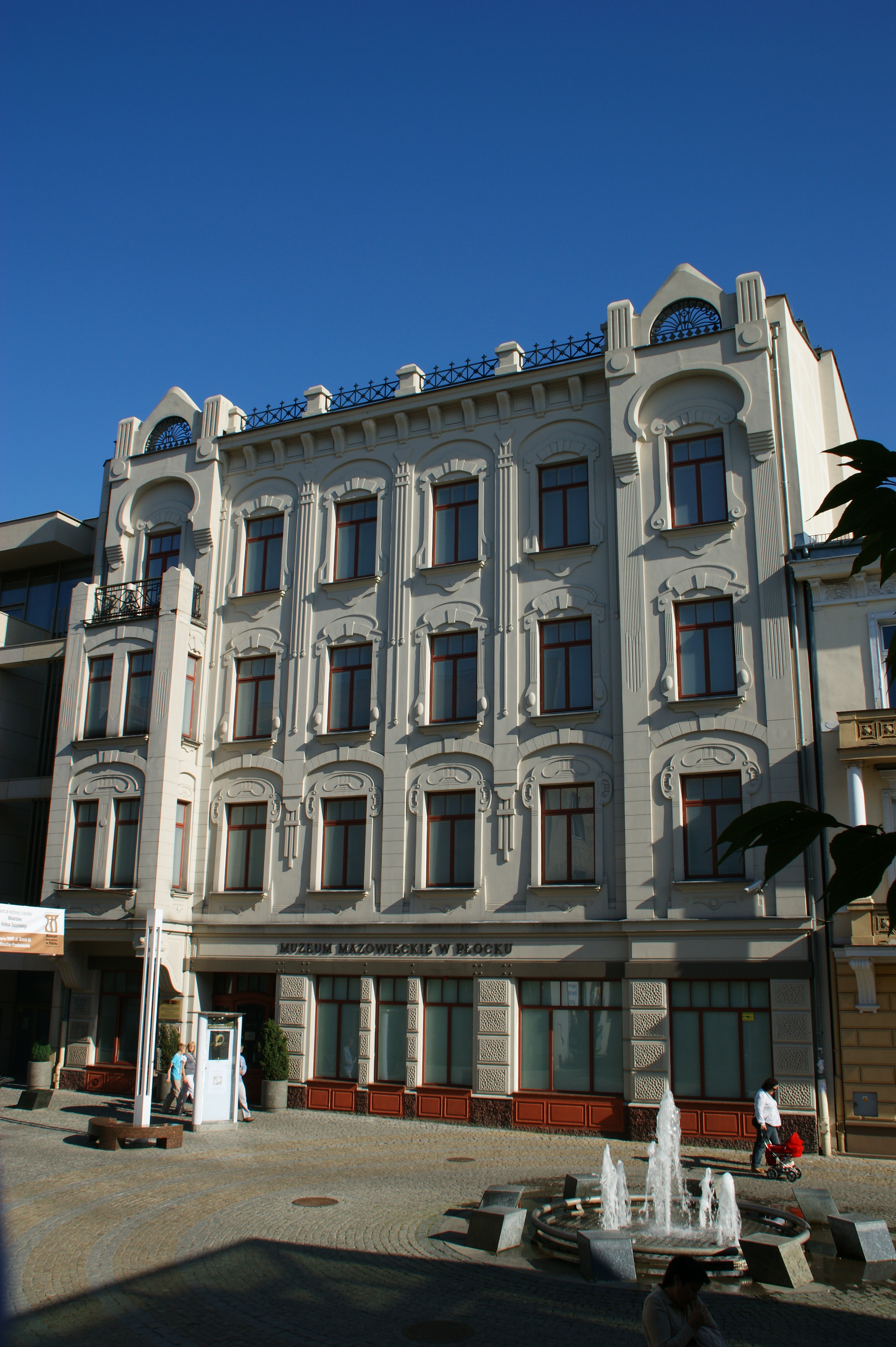
Muzeum Mazovska
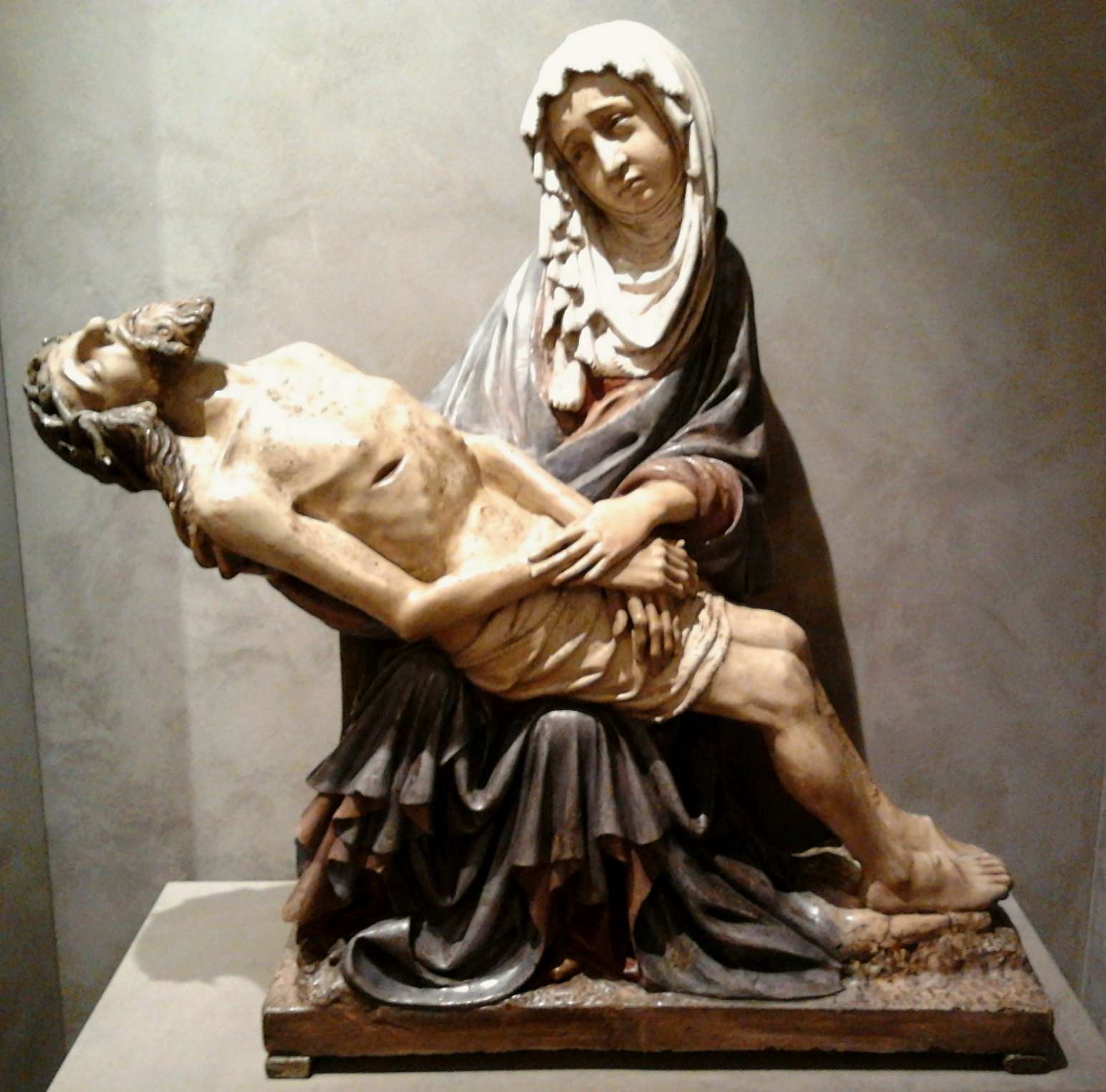
Pieta z Drobinu